# Liste der Baudenkmäler in Sulzemoos

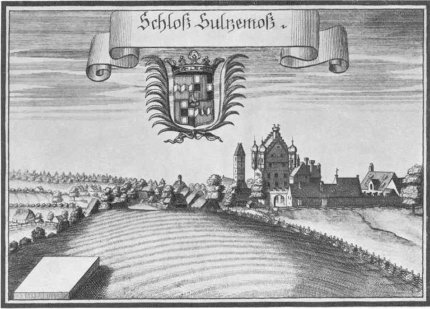
Michael Wening: Schloss Sulzemoos

Auf dieser Seite sind die Baudenkmäler in der oberbayerischen Gemeinde Sulzemoos zusammengestellt. Diese Tabelle ist eine Teilliste der Liste der Baudenkmäler in Bayern. Grundlage ist die Bayerische Denkmalliste, die auf Basis des Bayerischen Denkmalschutzgesetzes vom 1. Oktober 1973 erstmals erstellt wurde und seither durch das Bayerische Landesamt für Denkmalpflege geführt wird. Die folgenden Angaben ersetzen nicht die rechtsverbindliche Auskunft der Denkmalschutzbehörde.

## Baudenkmäler nach Gemeindeteilen

### Sulzemoos
| Lage                                       | Objekt                                          | Beschreibung | Akten-Nr.    | Bild           |
| ------------------------------------------ | ----------------------------------------------- | --- | ------------ | -------------- |
| Hauptstraße 23 (Standort)                  | Gasthaus                                        | stattlicher zweigeschossiger Satteldachbau mit Aufzugsluke, 2. Viertel 19. Jahrhundert | D-1-74-146-3 | weitere Bilder |
| Kirchstraße 5; Nähe Kirchstraße (Standort) | Ehemaliges Pfarrhaus                            | zweigeschossiger Satteldachbau mit geschweiften Dachgauben und Aufzugsluke, Ende 18. Jahrhundert; Dachauer Haustafel, Mitte 19. Jahrhundert; Sonnenuhr, bezeichnet mit 1797; stattlicher Pfarrstadel, erbaut 1836         | D-1-74-146-4 | weitere Bilder |
| Kirchstraße 7 (Standort)                   | Katholische Pfarrkirche St. Johannes der Täufer | Saalbau mit eingezogenem, fünfseitig geschlossenem Chor, vor der Westseite hoher Turm mit Oktogon und Zwiebelhaube, Langhaus romanisch, Chor und Turm spätgotisch, um 1716 barockisiert, Turmaufbau 1732; mit Ausstattung | D-1-74-146-1 | weitere Bilder |
| Kirchstraße 9 (Standort)                   | Ehemals Schloss                                 | dreigeschossige Dreiflügelanlage mit Satteldächern und Schopfwalm um einen Hof, 16./17. Jahrhundert, Ausbau um 1800; Schlosspark mit Ummauerung                                                                           | D-1-74-146-6 | weitere Bilder |
| Mörtlstraße; Schloßallee (Standort)        | Auffahrtsallee zum Schloss                      | mit Eichen, Eschen und Ahorn, Anlage des 18. Jahrhunderts | D-1-74-146-7 | weitere Bilder |
| Mörtlstraße (Standort)                     | Gedenkkreuz                                     | bezeichnet mit dem Jahr 1915; am Westende der Schlossallee | D-1-74-146-8 | weitere Bilder |

### Einsbach
| Lage                         | Objekt                                 | Beschreibung | Akten-Nr.     | Bild           |
| ---------------------------- | -------------------------------------- | --- | ------------- | -------------- |
| Brucker Straße 9 (Standort)  | Ehemalige Wallfahrtskirche Heilig Blut | Saalbau mit eingezogenem, fünfseitig geschlossenem Chor, im südlichen Winkel Turm mit dünnem Maßwerk, Oktogon und Spitzhelm, spätgotisch, um 1670/80 umgestaltet; mit Ausstattung                         | D-1-74-146-10 | weitere Bilder |
| Brucker Straße 16 (Standort) | Katholische Pfarrkirche St. Margaretha | Saalbau mit eingezogenem Rechteckchor, Turm mit Oktogon und Zwiebelhaube, Chorturm im Kern romanisch, Langhaus gotisch, 1688 Umgestaltung mit Kapellenanbau, 1850 nach Westen verlängert; mit Ausstattung | D-1-74-146-9  | weitere Bilder |
| Brucker Straße 20 (Standort) | Kleines Landhaus                       | erdgeschossig mit Mansardwalmdach, um 1910; gleichartiges erdgeschossiges Nebengebäude | D-1-74-146-11 | weitere Bilder |
| Windener Straße 5 (Standort) | Ehemaliges Bauernhaus                  | zweigeschossiger Satteldachbau, im Kern nach 1631 bzw. 1639/40 (dendrochronologisch datiert), 1791 erhöht und verändert; aufgedoppelte Sterntür                                                           | D-1-74-146-12 | weitere Bilder |

### Hilpertsried
| Lage                 | Objekt                                         | Beschreibung                                                     | Akten-Nr.     | Bild           |
| -------------------- | ---------------------------------------------- | ---------------------------------------------------------------- | ------------- | -------------- |
| Unterfeld (Standort) | Katholische Kapelle St. Leonhard und Sebastian | einschiffig mit halbrundem Schluss, 1843 erbaut; mit Ausstattung | D-1-74-146-13 | weitere Bilder |

### Lederhof
| Lage                      | Objekt     | Beschreibung                                                             | Akten-Nr.     | Bild           |
| ------------------------- | ---------- | ------------------------------------------------------------------------ | ------------- | -------------- |
| Nähe Ohmstraße (Standort) | Hofkapelle | einschiffig mit dreiseitigem Schluss und gemauertem Vordach, 1922 erbaut | D-1-74-146-14 | weitere Bilder |

### Orthofen
| Lage                            | Objekt                             | Beschreibung | Akten-Nr.     | Bild           |
| ------------------------------- | ---------------------------------- | --- | ------------- | -------------- |
| St.-Helena-Straße 11 (Standort) | Katholische Filialkirche Hl. Kreuz | Saalbau mit eingezogenem, fünfseitig geschlossenem Chor, im nördlichen Winkel Turm mit Oktogon und Zwiebelhaube, im Kern spätgotisch, im 17./18. Jahrhundert überarbeitet, Ende des 19. Jahrhunderts nach Westen verlängert; mit Ausstattung | D-1-74-146-15 | weitere Bilder |

### Wiedenzhausen
| Lage                     | Objekt                               | Beschreibung | Akten-Nr.     | Bild                  |
| ------------------------ | ------------------------------------ | --- | ------------- | --------------------- |
| Hauptstraße 9 (Standort) | Spätbarockes Kruzifix                | Im Garten spätbarockes Kruzifix, Mitte 18. Jahrhundert | D-1-74-146-21 | Spätbarockes Kruzifix |
| Kirchweg 4 (Standort)    | Katholische Filialkirche St. Florian | Chorturmanlage, Langhaus einschiffig, Chor eingezogen, Turm mit hohem Oktogon und Zwiebelhaube, spätgotisch, 1666 umgestaltet und verlängert, Turmaufsatz 1696; mit Ausstattung | D-1-74-146-18 | weitere Bilder        |